# Stratiomys cenisia
Stratiomys cenisia – gatunek muchówki z rodziny lwinkowatych.
Gatunek ten opisany został w 1822 roku przez Johanna Wilhelma Meigena.
Muchówka o ciele długości od 12 do 16 mm. Czułki ma czarne z drugim członem brunatnym. Samce mają głowę czarną z żółtymi plamami i bladożółtym owłosieniem. Samice mają głowę żółtą z czarnymi: górą czoła, dolną krawędzią policzków i pręgą nad nasadami czułków. Listewka zaoczna samic jest wąska. Tułów samca jest czarny i szaro owłosiony, zaś samicy czarny z żółtą plamą i białym owłosieniem. Czarna plama przy nasadzie tarczki jest półokrągła. Skrzydła są pomarszczone z małą komórką dyskoidalną. Plamy na wierzchu odwłoka nie łączą się ze sobą, a te na trzecim tergicie są wąskie przy jego krawędziach i rozszerzone ku środkowi. Spód odwłoka jest żółty, u samca z czarnymi, a u samicy z brunatnymi plamami.
Owad palearktyczny. W Europie znany z Hiszpanii, Francji, Niemiec, Włoch, Szwajcarii, Austrii, Chorwacji, Polski, Czech, Słowacji, Węgier, Ukrainy, Rumunii, Bułgarii i Rosji. W Azji sięga po Turkmenistan i Iran. W Polsce rzadki.